# أكاديمية أوديسا الوطنية للموسيقى
أكاديمية أوديسا الوطنية للموسيقى مؤسسة تعليم عالي أوكرانية، (بالأوكرانية: Одеська національна музична академія імені А. В. Нежданової) هي جامعة تقع في أوديسا أوبلاست، أوكرانيا. تأسست هذه الجامعة في سنة 1913